# Spot Image
Spot Image是一个由法国航天局、国家地理研究所和航天制造商（Matra、Alcatel、SSC等等）创建于1982年的股份有限公司。是EADS Astrium的子公司（81%）。这个公司运营SPOT地球观测卫星卫星。

## 网络和合作伙伴
Spot Image是一个全球性的产品和服务来自地球观测卫星的图像经销商，并通过网络子公司、地方办事处（澳大利亚、巴西、中国、美国、日本、秘鲁、新加坡）和合作伙伴工作。目标是全球范围内提供当场（on-the-spot）服务。Spot Image有30多个SPOT卫星图像的地面接收站。
Spot Image与欧空局合作的全球环境和安全监测方案，股份地理信息与OGC和有助于互操作性的Web服务;与信息系统全球IT继续提供服务的精细农业。
Spot Image与ESA的GMES计划合作，共享带OGC的地理信息，并且贡献了互联网服务的功用性；为精细农业提供服务.

## 卫星

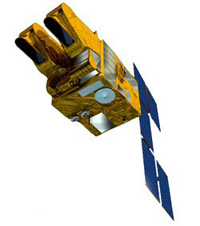
SPOT 5卫星

3颗SPOT卫星在轨（Spot 2, 4 and 5）提供图像，有多种选择–从2.5米到1千米。Spot Image也从其他光学卫星分发多分辨率数据，尤其是拥有中华民国的福卫二号卫星和南韩的Kompsat-2卫星的独家经销权。还有从雷达卫星（TerraSar-X, ERS, Envisat, Radarsat）。Spot Image将拥有高分辨率卫星Pleiades的独家分销权。计划在2010年年初首次发射。该公司还提供基础设施接收和处理以及增值选择。

## 产品
除了图像，Spot Image还提供创新性的增值产品，以满足新的用户需求：
- 正射影像（SPOTView ortho）定位精度小于10米有效值
- 均匀领土范围，正射（SPOTMaps），它们是自然色彩连同2.5米解析度
- 3D产品（SPOT DEM）建立于stereoscopic pairs acquired的自动关联通过SPOT 5的HRS（Haute Résolution Stéréoscopique,高分辨率立体）工具

Spot Image提供的工具

## Spot Image发起的地球行动
Planet Action Web Site

## 重要日期
- 1982:在法国图卢兹创建Spot Image
- 1983:在美国创建Spot Image公司
- 1986:发射SPOT 1卫星
- 1990:创建澳大利亚的Spot成像服务
- 1990:发射SPOT 2卫星
- 1991:在新加坡创建Spot亚洲
- 1998:在中国创建Spot Image北京
- 1998:发射SPOT 4卫星
- 2002:创建东京Spot Image
- 2002:发射SPOT 5卫星
- 2004:开放在墨西哥和巴西的办公室
- 2004:与中华民国航天署签署福卫二号卫星数据的销售合同
- 2005:与韩国航空宇宙研究签署Kompsat-2卫星数据的销售合同
- 2006:开放一个秘鲁的办公室
- 2008: Spot Image 81%由EADS公司的Astrium Services拥有
- 2008: Spot Image巴西替换了在该国的办公室
- 2011/2012: 相继发射Pleiades1A/1B卫星
- 2013/2014: 相继发射Spot6与Spot7
- 2014: 更名为空客防务与空间

## 参看
- SPOT (卫星)

### 近似条目
- CNES
- EADS

### 链接和外部文档
- Spot Image Web Site
- CNES Official Web Site（页面存档备份，存于）
- EADS Official Web Site
- Astrium Official Web Site